# Taiwanoppia senegalensis
Taiwanoppia senegalensis är en kvalsterart som först beskrevs av Sandór Mahunka 1975.  Taiwanoppia senegalensis ingår i släktet Taiwanoppia och familjen Oppiidae. Inga underarter finns listade i Catalogue of Life.